# Hårnålssprint

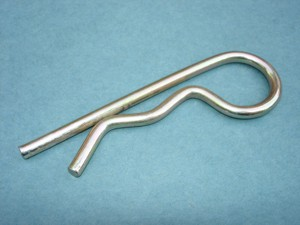
Hårnålssprint.

Hårnålssprint är en typ av sprint som liknar ett R och används för att förbinda två komponenter med varandra.

## Beskrivning
Hårnålssprinten liknar saxsprinten men är istället formad som bokstaven "R". Den kurvade delen går istället på utsidan av materialet som hålet är gjort i. Sprinten behöver då inte böjas till utan låser med hjälp av formen fast sprinten. Vanligtvis användes härdad metalltråd som material. Det är vanligt att hårnålssprint används för att säkra axlar, rör, eller länkbultar.